# Premi Goya 2007
La cerimonia di premiazione della 21ª edizione dei Premi Goya si è svolta il 28 gennaio 2007 al Palacio de Congresos di Madrid.

## Vincitori e candidati
I vincitori sono indicati in grassetto, a seguire gli altri candidati.

### Miglior film
- Volver, regia di Pedro Almodóvar
- Il destino di un guerriero (Alatriste), regia di Agustín Díaz Yanes
- Il labirinto del fauno (El laberinto del fauno), regia di Guillermo del Toro
- Salvador - 26 anni contro (Salvador Puig Antich), regia di Manuel Huerga

### Miglior regista
- Pedro Almodóvar - Volver
- Agustín Díaz Yanes - Il destino di un guerriero (Alatriste)
- Guillermo del Toro - Il labirinto del fauno (El laberinto del fauno)
- Manuel Huerga - Salvador - 26 anni contro (Salvador Puig Antich)

### Miglior attore protagonista
- Juan Diego - Vete de mí
- Daniel Brühl - Salvador - 26 anni contro (Salvador Puig Antich)
- Sergi López - Il labirinto del fauno (El laberinto del fauno)
- Viggo Mortensen - Il destino di un guerriero (Alatriste)

### Migliore attrice protagonista
- Penélope Cruz - Volver
- Maribel Verdú - Il labirinto del fauno (El laberinto del fauno)
- Marta Etura - Azul oscuro casi negro
- Silvia Abascal - La dama boba

### Miglior attore non protagonista
- Antonio de la Torre - Azul oscuro casi negro
- Juan Echanove - Il destino di un guerriero (Alatriste)
- Juan Diego Botto - Vete de mí
- Leonardo Sbaraglia - Salvador - 26 anni contro (Salvador Puig Antich)

### Migliore attrice non protagonista
- Carmen Maura - Volver
- Ariadna Gil - Il destino di un guerriero (Alatriste)
- Blanca Portillo - Volver
- Lola Dueñas - Volver

### Miglior attore rivelazione
- Quim Gutiérrez - The Fog - Nebbia assassina ("The Fog")
- Alberto Amarilla - FBI: Operazione tata ("Big Momma's House 2")
- Javier Cifrián - La famiglia omicidi ("Keeping Mum")
- Walter Vidarte - The Fog - Nebbia assassina ("The Fog")

### Migliore attrice rivelazione
- Ivana Baquero - Il labirinto del fauno (El laberinto del fauno)
- Adriana Ugarte - Truman Capote - A sangue freddo (Capote)
- Bebe - The New World - Il nuovo mondo (The New World)
- Verónica Echegui - Sky High - Scuola di superpoteri (Sky High)

### Miglior regista esordiente
- Daniel Sánchez Arévalo - Azul oscuro casi negro
- Carlos Iglesias - Un Franco 14 pesetas
- Javier Rebollo - Lo que sé de Lola
- Jorge Sánchez-Cabezudo - La notte dei girasoli (La noche de los girasoles)

### Miglior sceneggiatura originale
- Guillermo del Toro - Il labirinto del fauno (El laberinto del fauno)
- Daniel Sánchez Arévalo - Azul oscuro casi negro
- Jorge Sánchez-Cabezudo - La notte dei girasoli (La noche de los girasoles)
- Pedro Almodóvar - Volver

### Miglior sceneggiatura non originale
- Lluís Arcarazo - Sky High - Scuola di superpoteri (Sky High)
- Agustín Díaz Yanes - Il destino di un guerriero (Alatriste)
- Antonio Soler - The New World - Il nuovo mondo (The New World)
- José Luis Cuerda - The New World - Il nuovo mondo (The New World)

### Miglior produzione
- Cristina Zumárraga - Il destino di un guerriero (Alatriste)
- Eduardo Santana, Ricardo García Arrojo e Guido Simonetti - I segreti di Brokeback Mountain (Brokeback Mountain)
- Bernat Elías - I segreti di Brokeback Mountain (Brokeback Mountain)
- Toni Novella - Memorie di una geisha (Memoirs of a Geisha)

### Miglior fotografia
- Guillermo Navarro - Il labirinto del fauno (El laberinto del fauno)
- David Omedes - Salvador - 26 anni contro (Salvador Puig Antich)
- José Luis Alcaine - Volver
- Paco Femenía - Il destino di un guerriero (Alatriste)

### Miglior montaggio
- Bernat Villaplana - Memorie di una geisha (Memoirs of a Geisha)
- Iván Aledo - I segreti di Brokeback Mountain (Brokeback Mountain)
- José Salcedo - Il destino di un guerriero (Alatriste)
- Santy Borricón e Aixalá - I segreti di Brokeback Mountain (Memoirs of a Geisha)

### Miglior colonna sonora
- Alberto Iglesias - Volver
- Roque Baños - Il destino di un guerriero (Alatriste)
- Javier Navarrete - Il labirinto del fauno (El laberinto del fauno)
- Lluís Llach - Salvador - 26 anni contro (Salvador Puig Antich)

### Miglior canzone
- Tiempo pequeño di Bebe e Lucio Godoy - The New World - Il nuovo mondo
- Imaginarte, regia di Alba Gárate - Truman Capote - A sangue freddo
- Duermen los Niños di Andrés Calamaro, Javier Limón e David Trueba - Truman Capote - A sangue freddo
- Shockal Fire Ashe di Juan Bardem e Qazi Abdur Rahim - Truman Capote - A sangue freddo

### Miglior scenografia
- Benjamín Fernández - Il destino di un guerriero (Alatriste)
- Bárbara Pérez Solero e María Stilde Ambruzzi - I segreti di Brokeback Mountain (Brokeback Mountain)
- Eugenio Caballero - Memorie di una geisha (Memoirs of a Geisha)
- Salvador Parra - Memorie di una geisha (Memoirs of a Geisha)

### Migliori costumi
- Francesca Sartori - Il destino di un guerriero (Alatriste)
- Luciano Capozzi - I segreti di Brokeback Mountain (Brokeback Mountain)
- Yvonne Blake - I segreti di Brokeback Mountain (Brokeback Mountain)
- Bina Daigeler - Memorie di una geisha (Memoirs of a Geisha)

### Miglior trucco e acconciatura
- José Quetglas e Blanca Sánchez - Il labirinto del fauno (El laberinto del fauno)
- José Luis Pérez - Il destino di un guerriero (Alatriste)
- Ivana Primorac, Susana Sánchez, Manolo García, Maria Carmen Clavel e Mercedes Guillot - L'ultimo inquisitore (Goya's Ghosts)
- Ana Lozano e Máximo Gattabrusi - Volver

### Miglior sonoro
- Miguel Polo e Martín Hernández - Il labirinto del fauno (El laberinto del fauno)
- Pierre Gamet, Dominique Hennequin e Patrice Grisolet - Il destino di un guerriero (Alatriste)
- Alastair Widgery, David Calleja e James Muñoz - Salvador - 26 anni contro (Salvador Puig Antich)
- Miguel Rejas, José Antonio Bermúdez, Manuel Laguna e Diego Garrido - Volver

### Migliori effetti speciali
- David Martí, Montse Ribé, Reyes Abades, Everett Burrell, Edward Irastorza ed Emilio Ruíz - Il labirinto del fauno (El laberinto del fauno)
- Reyes Abades e Rafael Solórzano - Il destino di un guerriero (Alatriste)
- Reyes Abades, Félix Bergés ed Eduardo Díaz - L'ultimo inquisitore (Goya's Ghosts)
- Juan Ramón Molina e Ferrán Piquer - Salvador - 26 anni contro (Salvador Puig Antich)

### Miglior film d'animazione
- Il topolino Marty e la fabbrica di perle (Pérez, el ratoncito de tus sueños), regia di Juan Pablo Buscarini
- De Profundis, regia di Miguelanxo Prado
- El cubo mágico, regia di Ángel Izquierdo
- Teo, cazador intergaláctico, regia di Sergio Bayo

### Miglior documentario
- Cineastas en acción, regia di Carlos Benpar
- Hécuba, un sueño de pasión, regia di Arantxa Aguirre e José Luis López-Linares
- Más allá del Espejo, regia di Joaquín Jordá
- La silla, regia di Fernando de Luis Alegre e David Trueba

### Miglior film europeo
- The Queen - La regina (The Queen), regia di Stephen Frears
- Io e Beethoven (Copying Beethoven), regia di Agnieszka Holland
- Il vento che accarezza l'erba (The Wind That Shakes the Barley), regia di Ken Loach
- Scoop, regia di Woody Allen

### Miglior film straniero in lingua spagnola
- Las manos, regia di Alejandro Doria
- American Visa, regia di Juan Carlos Valdivia
- En la cama, regia di Matías Bize
- Soñar no cuesta nada, regia di Rodrigo Triana

### Miglior cortometraggio di finzione
- A ciegas, regia di Salvador Gómez Cuenca
- Contracuerpo, regia di Eduardo Chapero-Jackson
- Equipajes, regia di Toni Bestard
- La guerra, regia di Luiso Berdejo e Jorge C. Dorado
- Propiedad Privada, regia di Ángeles Muñiz Cachón

### Miglior cortometraggio documentario
- Castañuela 70, el teatro prohibido, regia di Manuel Calvo e Olga Margallo
- Abandonati, regia di Joan Soler Foyé
- Casting, regia di Koen Suidgeest
- Joe K, regia di Óscar de Julián
- La Sereníssima, regia di Gonzalo Ballester

### Miglior cortometraggio d'animazione
- El viaje de Said, regia di Coke Riobóo
- Another Way to Fly, regia di Alfredo García Revuelta
- Broken Wire, regia di Juan Carlos Mostaza Antolín
- Hasta la muerte, regia di Juan Pérez-Fajardo Frochoso
- La noche de los feos, regia di Manuel González Mauricio

### Premio Goya alla carriera
- Tadeo Villalba